# Храпак, Георгий Васильевич
Храпак, Георгий Васильевич (1922, Киев — 1974, Москва) — Заслуженный художник РСФСР (1970), член МОСХ (1946).

## Биография
В 1941 году закончил Московское училище памяти 1905 года, где учился у П. И. Петровичева и В. Н. Бакшеева. После призыва в армию в конце 1941 году был направлен в Студию военных художников им. М. Б. Грекова. Его фронтовые рисунки и графические серии экспонировались на всех выставках Студии М. Б. Грекова военного времени.
Автор песни «Я тоскую по Родине». Вот как о создании песни вспоминает Георгий Храпак:
Миновав Бухарест, ехали по Трансильвании к Араду. Ранний рассвет. Поезд, равномерно постукивая колёсами, вёз нас через затуманенные поля, ближе к полосе фронта. Мне не спалось. Вдруг показалось, что годы я здесь, где-то далеко от родины. Захотелось об этом как-то сказать. Сказать не только о себе, но и о многих солдатах, которые давно не были дома, у которых, как и у меня, на Родине осталась любимая девушка.
Исправляя и зачёркивая, стал писать:

Я иду не по нашей земле,

Просыпается хмурое утро.

Вспоминаешь ли ты обо мне,

Дорогая моя, златокудрая?
Это было письмо домой. А вскоре на эти слова в Бухаресте румынским эстрадным композитором, руководителем оркестра Петра Лещенко Жоржем Ипсиланти была написана музыка. Я только оформил текст припева «Я тоскую по Родине…
.
За связь с эмигрантами Лещенко и Ипсиланти в 1948 году был репрессирован и пять лет провёл в заключении.
После реабилитации много работал, стал заслуженным художником РСФСР, признанным мастером городского пейзажа и картин о военном времени, организовал несколько персональных выставок. Его творческие интересы сфокусировались на теме города, прежде всего Москвы. Он пишет центр города — улицу Горького, бульвары, Самотеку, Замоскворечье. Он много ездит по стране. Пишет Бухару, Баку, памятники древней Абхазии, Ярославль, Кострому, Загорск, Швецию.
Георгий Храпак — видный мастер городского пейзажа — участник многих выставок, его прижизненные большие персональные выставки состоялись в Москве в 1961 и 1966 гг. Посмертные выставки художника прошли в 1974 (ЦДРИ) и 2004 (ЦДХ). Более 100 работ художника вошли в коллекции Государственной Третьяковской галереи, Государственного музея изобразительных искусств им. А. С. Пушкина (графический кабинет), Музея истории и реконструкции Москвы, Центрального музея Советской армии и других музеев страны и зарубежья.
Похоронен на Донском кладбище.